# Тау, Перси
Перси Музи Тау (англ. Percy Muzi Tau; род. 13 мая 1994, Эмалахлени, Мпумаланга) — южноафриканский футболист, нападающий клуба «Аль-Ахли» и сборной ЮАР.

## Клубная карьера
Тау — воспитанник клуба «Мамелоди Сандаунз». 25 февраля 2014 года в матче против «Орландо Пайретс» он дебютировал в чемпионате ЮАР. В своём дебютном сезоне Перси стал чемпионом страны. В начале 2016 года Тау для получения игровой практики на правах аренды перешёл в «Уитбанк Сперс». 6 февраля в матче против «Африкан Варриорс» он дебютировал в Первом дивизионе ЮАР. 19 марта в поединке против «Амазулу» Перси забил свой первый гол за «Уитбанк Сперс». По окончании аренды Тау вернулся обратно. 2 ноября в поединке против «Полокване Сити» Перси забил свой первый гол за «Мамелоди Сандаунз». В этом же сезоне он выиграл африканскую Лигу чемпионов. В 2018 году Тау вместе с Родни Ламагалела стал лучшим бомбардиром чемпионата и вновь помог клубу выиграть национальное первенство.
Летом 2018 года Тау перешёл в английский «Брайтон энд Хоув Альбион», подписав контракт на четыре года. Сразу же был отдан в аренду до конца сезона 2018/19 клубу второго дивизиона Бельгии «Юнион». Во всех турнирах Тау в сезоне 2018/19 сыграл 34 матча, в которых забил 11 голов и отдал 13 голевых передач. Во втором дивизион Бельгии он был признан игроком года.

## Международная карьера
17 октября 2015 года в отборочном матче Кубка Африки 2016 против сборной Анголы Тау дебютировал за сборную ЮАР. 25 марта 2017 года в товарищеском матче против сборной Гвинеи-Бисау он забил свой первый гол за национальную команду.

### Голы за сборную ЮАР
| #  | Дата           | Место                           | Противник    | Счёт | Результат | Соревнование                     |
| -- | -------------- | ------------------------------- | ------------ | ---- | --------- | -------------------------------- |
| 1. | 25 марта 2017  | Мозес Мабида, Дурбан, ЮАР       | Гвинея-Бисау | 2:0  | 3:1       | Товарищеский матч                |
| 2. | 10 июня 2017   | Годсвил Акпабио, Уйо, Нигерия   | Нигерия      | 0:2  | 0:2       | КАН 2019 квалификация            |
| 3. | 7 октября 2017 | Соккер Сити, Йоханнесбург, ЮАР  | Буркина-Фасо | 1:0  | 3:1       | Чемпионат мира 2018 квалификация |
| 4. | 14 ноября 2017 | Леопольд Сенгор, Дакар, Сенегал | Сенегал      | 1:1  | 1:2       | Чемпионат мира 2018 квалификация |
| 5. | 24 марта 2018  | Леви Мванавас, Ндола, Замбия    | Замбия       | 0:1  | 0:2       | Товарищеский матч                |

## Достижения
Командные
 «Мамелоди Сандаунз»
- Чемпион ЮАР (2): 2013/14, 2017/18
- Победитель Лиги чемпионов КАФ: 2016
- Обладатель Кубка Лиги ЮАР: 2015
- Обладатель Суперкубка КАФ: 2017

Индивидуальные
- Игрок года в ЮАР: 2017/18[6]
- Лучший бомбардир чемпионата ЮАР: 2017/18 (11 голов)
- Игрок года во втором дивизионе Бельгии: 2018/19[7]